# Guerra sueco-danesa (1658-1660)
La guerra sueco-danesa de 1658-1660, también conocida como la segunda guerra danesa de Carlos Gustavo, fue una guerra entre Suecia y Dinamarca-Noruega: un nuevo intento del rey Carlos X Gustavo de Suecia de conquistar Dinamarca, tras salir victorioso de una anterior guerra. Sin embargo, esta vez el conflicto se internacionalizó y Suecia, además de encontrar una tenaz resistencia de los daneses, tuvo que lidiar en contra de una coalición formada por los Países Bajos, Brandeburgo, Polonia y Austria, que apoyaron a Dinamarca.
La guerra concluyó en 1660 con el Tratado de Copenhague (1660), en el que Dinamarca-Noruega recuperó algunos de los territorios perdidos ante Suecia tres años atrás, pero no Escania ni Bohuslän. No se cambió la relación de fuerzas en la Europa del Norte, pero se consiguió evitar que se incrementara aún más la influencia sueca en la región.

## Antecedentes
En 1658, Carlos X Gustavo de Suecia había terminado la guerra contra Federico III de Dinamarca con una resonante victoria merced a la atrevida marcha contra Copenhague a través de los Belts helados. Dinamarca había tenido que aceptar unas condiciones de paz humillantes en el Tratado de Roskilde, en el que perdió los territorios del sur de la península Escandinava (Escania, Halland y Blekinge) y la isla de Bornholm. Noruega, el otro reino de Federico III, había perdido Bohuslän y Trøndelag. La rápida victoria asombró a Europa y Carlos Gustavo aireó con orgullo sus hazañas. No obstante, la paz trajo consigo más problemas. El Tratado de Roskilde obligaba a Dinamarca a abastecer al ejército sueco hasta mayo de 1658, pero llegada esa fecha este tendría que retirarse. El soberano sueco sabía que su ejército no podría ser mantenido en su país por mucho tiempo, pero desbandarlo no era una solución ya que los polacos estaban ávidos de vengar la invasión sueca de 1655. Suecia tenía potenciales campos de acción para una nueva guerra y, en consecuencia, se sopesó emprender una campaña en Livonia y Estonia, que finalmente se desechó por las dificultades de abastecimiento que hubiese comportado. El rey de Suecia indicó que su objetivo principal era invadir la Prusia Real, pero también tenía en mente vengarse de Federico Guillermo de Brandeburgo. Sin embargo, los numerosos enemigos en la Europa continental, entre ellos Polonia y unos hostiles Países Bajos, hacían que estas empresas requiriesen de un esfuerzo mayúsculo. Además, un nuevo ataque a Prusia tendría poco apoyo internacional, pues Francia abogaba por la paz. Parecía que la solución para Suecia era involucrarse en un nuevo conflicto con Dinamarca.
El rey sueco decidió utilizar el retraso danés en el cumplimiento de algunas de las disposiciones del Tratado de Roskilde como pretexto para agredirla, con los siguientes objetivos: terminar con la soberanía danesa, arrasar la capital (Copenhague) y dividir el país en cuatro regiones administrativas. Ello le permitiría a Suecia controlar el mar Báltico y acrecentar notablemente sus ingresos arancelarios. El objetivo de conquistar Dinamarca, por ambicioso que fuere, era sólo el primer paso de un plan mayor de campaña en la Europa continental para la que Carlos Gustavo quería estar seguro de haber eliminado previamente toda eventual intromisión danesa.

## Acontecimientos
La decisión del ataque sueco se tomó en junio de 1658. Una flota de setenta barcos con cinco mil setecientos hombres y dieciocho piezas de artillería ligera puso rumbo a Dinamarca el 6 de agosto desde Kiel. Jutlandia permanecía ocupada por tropas suecas desde la guerra anterior, lo mismo que Fionia. Además, el mariscal de campo Gustaf Otto Stenbock había reunido refuerzos en Escania, en el sur de Suecia. El plan era marchar directamente hacia Copenhague. Carlos Gustavo desembarcó por sorpresa en Korsør, en el extremo occidental de Selandia dos días después de haber zarpado de Kiel.

### Sitio de Copenhague
Carlos X Gustavo y sus hombres llegaron a la colina Valby (donde actualmente está el palacio de Frederiksberg), en Selandia, el 11 de agosto de 1658, desde donde divisaron la capital danesa. De camino se habían apoderado de Elsinor, junto al estratégico estrecho de la Sonda. Su llegada era esperada por el rey Federico III, quien ordenó que todo edificio fuera de las murallas de la ciudad fuera incendiado, aunque un tercio de la población de Copenhague habitaba en el extrarradio. Las puertas de la ciudad se cerraron ese mismo día para no volverse a abrir hasta veintidós meses después. Una flota sueca de veintiocho naves bloqueó el puerto para evitar que llegase a la ciudad cualquier suministro por mar, dando comienzo al sitio.
Cuando el rey de Suecia llegó a los límites de Copenhague, se encontró con la mitad de la ciudad en llamas y sus habitantes dispuestos a luchar. La disyuntiva estaba entre emprender un asalto inmediato o doblegar la ciudad por hambre. Los consejeros del rey tenían opiniones divididas y Carlos Gustavo se inclinó por la segunda opción. Esta decisión ha sido cuestionada en la posteridad, ya que, en un principio, las defensas danesas estaban en mal estado. Pero la población de Copenhague se unió en torno a Federico III y las murallas, fosos y otras estructuras defensivas de la ciudad fueron mejoradas rápidamente. Un gran número de cañones, procedentes de los barcos anclados en el puerto, fueron colocados en las murallas para defender los puntos más vulnerables al ataque enemigo. La ciudad contaba también con abundante material defensivo: 50 toneladas de plomo, 4000 mosquetes y 810 km de mecha.
Los efectivos del ejército sitiador eran once brigadas y dieciséis escuadrones, con cuatro mil soldados de infantería, dos mil de caballería y cincuenta cañones. Los suecos tomaron las defensas exteriores de la ciudad, construidas por Cristián IV en 1625, que para entonces se hallaban en mal estado. Las arreglaron y colocaron en ellas cañones con los que empezaron a bombardear la ciudad cercada. Los daneses lanzaron varios contraataques; por ejemplo, el 23 de agosto unos tres mil hombres, entre estudiantes, marineros y soldados, hicieron una salida por sorpresa por un pasadizo secreto de la muralla en la que destruyeron las fortificaciones que estaban construyendo los suecos y se apoderaron de tres cañones.
Sobre la ciudad cayeron diariamente más de doscientos proyectiles de cañón calentados al rojo —para causar incendios—. En el asedio también se hizo uso de varios obuses de gran tamaño, entre ellos el «Eric Hansson», que antes se había empleado en el sitio de Cracovia de 1656. Pero los habitantes de Copenhague resistieron el bombardeo.

### Toma de Kronborg

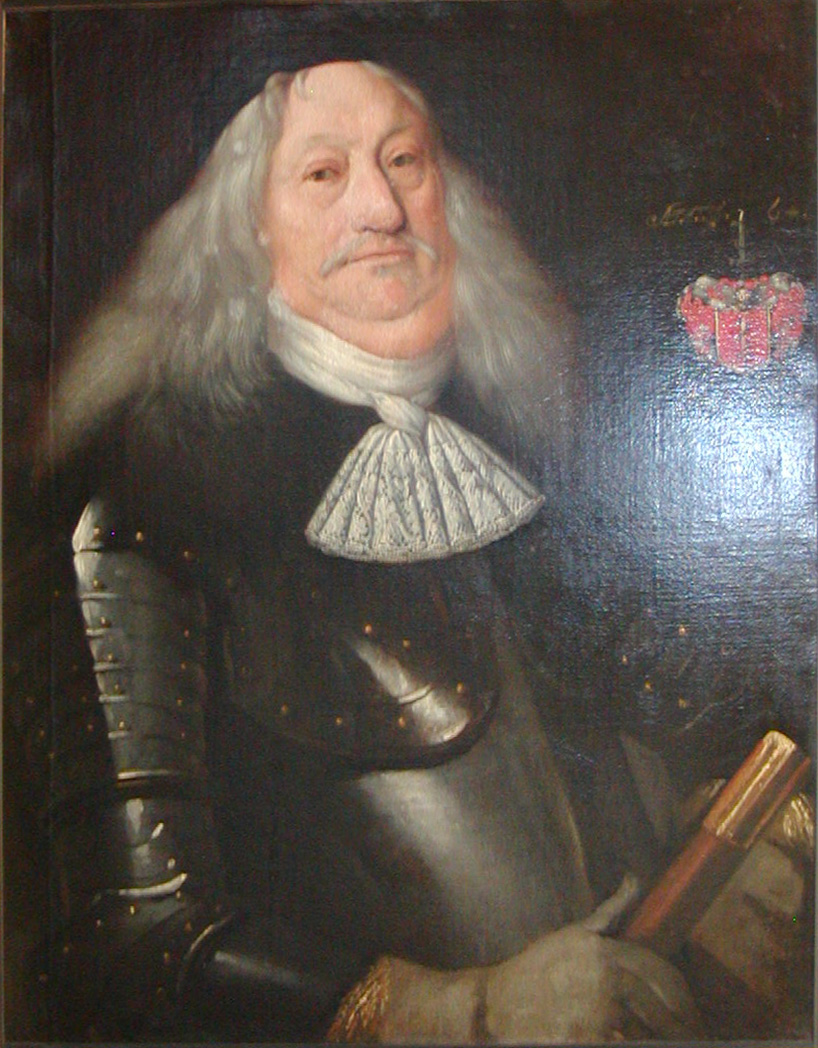
El coronel Poul Beenfeldt, jefe danés en Kronborg.

Los Países Bajos se habían comprometido mediante tratado en 1649 a defender a Dinamarca de toda agresión no provocada. Suecia intentó controlar el Oresund cuanto antes para mantenerlos alejados del Báltico si intentaban intervenir en el conflicto. El castillo de Kronborg, situado en la parte más estrecha del Oresund (apenas cuatro kilómetros), tenía una posición estratégica de primer nivel. Federico III designó al coronel Poul Beenfeldt alcaide del castillo y le ordenó defenderlo a toda costa. Si fracasaba la defensa, el castillo sería destruido para evitar que los suecos hicieran uso de él.
Los suecos llegaron a Elsinor el 16 de agosto, se resguardaron en la ciudad y desde ahí comenzaron a bombardear el castillo. Los daneses respondieron al fuego, esperando incendiar la ciudad. Aunque incendiaron una docena de casas, el fuego no se extendió lo suficiente. A pesar de que la artillería danesa bombardeó continuamente a los suecos, estos lograron avanzar y apoderarse de las defensas exteriores del castillo. Los defensores empezaron a desanimarse a causa del avance enemigo, y el jefe sueco, Carl Gustaf Wrangel, jefe de la Armada, recurrió a un ardid: extendió el rumor de que Copenhague había caído e hizo que sus soldados celebrasen la falsa victoria. Desmoralizados, los daneses capitularon. La pérdida de Kronborg fue un duro golpe para Dinamarca: los suecos destinaron setenta y siete cañones capturados en la fortaleza al asedio de Copenhague y parecían en buena posición para impedir que los neerlandeses socorriesen la capital danesa.

### La batalla del Oresund

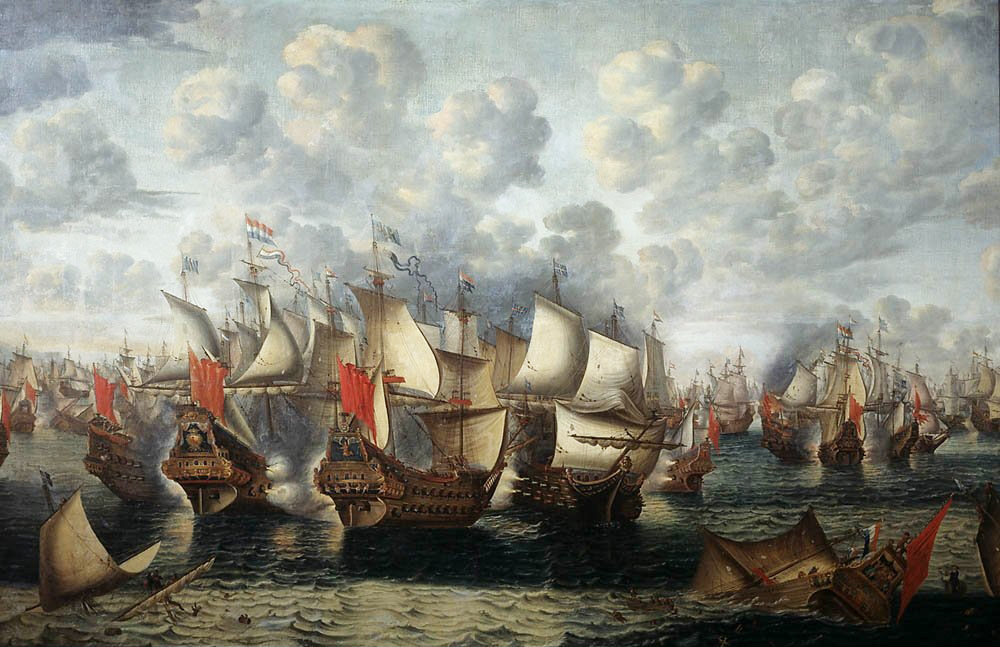
La batalla del Oresund se libró el 29 de octubre de 1658. Pintura de Jan Abrahamsz Beerstraaten (1660).

Independientemente de las esperanzas suecas de que los Países Bajos no entrarían al conflicto, estos veían en el dominio sueco del Oresund una amenaza para el importante comercio en el Báltico, cuyo cereal les era fundamental. Por ello, enviaron una flota de socorro de cuarenta y cinco navíos a Dinamarca, que zarpó de  Vlie el 7 de octubre de 1658. Esta ancló al noroeste de Elsinor dos semanas después, el 22 de octubre; pasó allí seis días, incapaz de continuar debido a las condiciones del viento. Wrangel propuso atacar a los neerlandeses, pero Carlos Gustavo evitó caer en provocaciones.
El 29 de octubre a las 8 de la mañana, se escuchó un disparo desde la capitana neerlandesa. Era la señal para avanzar y quebrar la línea sueca que bloqueaba el paso. La flota neerlandesa se dividió en tres grupos. El vicealmirante Witte de With, a bordo del Brederod, de cincuenta y cuatro cañones, iba en vanguardia con once barcos; le seguía el almirante Jacob van Wassenaer Obdam, a bordo del Eendracht —de setenta y dos cañones—, con un grupo de otros trece buque, y la retaguardia la formaba un tercero de once navíos mandado por Pieter Florizzon. En total, la flota neerlandesa consistía en 45 barcos con 1838 cañones y 4000 marinos. Seguían a los barcos de guerra abundantes transportes con alimentos, municiones y veintiocho regimientos de veteranos (en total, dos mil trescientos hombres). Frente a ellos estaba una flota sueca compuesta por 43 barcos, con 1605 cañones y 4055 marinos, al mando de Carl Gustaf Wrangel y del almirante Klas Hansson Bjelkenstjerna. Los suecos confiaban también en que las baterías costeras del castillo de Kronborg infligirían grandes estragos en la escuadra enemiga. Carlos Gustavo realizó personalmente el primer disparo desde Kronborg contra el enemigo, pero falló. Los neerlandeses habían decidido navegar cerca la orilla sueca del estrecho, donde había pocos cañones en tierra. Los suecos contaban con mayor número de cañones, pero los neerlandeses tenían el viento a su favor. En el estrecho se agolpaban casi un centenar de navíos, a punto de entrar en combate.
El encuentro fue confuso para ambas partes, y el cielo se oscureció por el humo de la pólvora. Muchos barcos resultaron dañados y cerca de dos mil hombres murieron o fueron heridos en la lid en cada bando. Los holandeses perdieron tres navío, por cinco del enemigo. Hacia el final de la batalla, una escuadra de barcos daneses hizo contacto con los neerlandeses y los escoltó hasta el puerto de Copenhague. La flota sueca no pudo hacer nada para evitar que llegaran los refuerzos y las provisiones a la capital danesa. La flota combinada dano-neerlandesa había arrebatado a los suecos el control del mar, y la sueca se vio obligada a buscar el amparo del puerto de Landskrona.

### El asalto de Copenhague

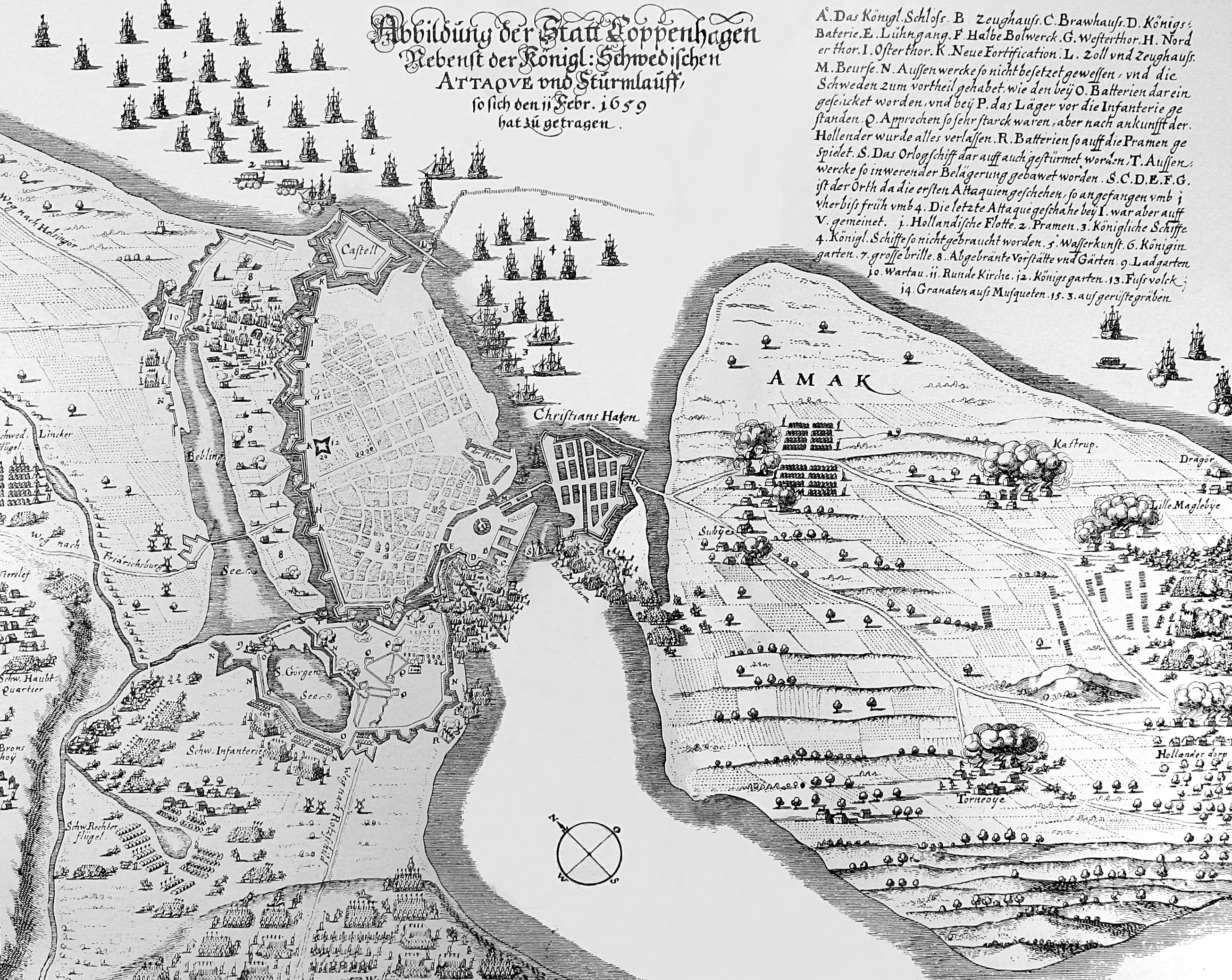
Grabado del asedio de Copenhague de 1659.

El socorro holandés puso fin a seis meses de cerco naval a la capital danesa. Con la reapertura de las rutas marítimas de Copenhague, Carlos X Gustavo de Suecia tuvo dos opciones: demandar la paz, si bien las condiciones serían posiblemente peores que las del anterior Tratado de Roskilde, o atacar Copenhague con todas sus fuerzas, con la esperanza de que la conquista de la ciudad pondría fin a la guerra. El número de atacantes suecos no se conoce con certeza: debió rondar los ocho mil soldados (cuatro mil quinientos de infantería, dos mil de caballería, mil marineros y algunos cientos de artilleros). El rey planeó meticulosamente el ataque, pero no logró mantenerlo en secreto, por lo que los daneses pronto lo conocieron en detalle gracias a la información que les aportaron desertores y espías infiltrados en los campamentos suecos. Los daneses contaban con seis soldados profesionales y cinco mil civiles armados, hombres y mujeres, para defender la capital.
Las fuerzas suecas realizaron acometidas de distracción en los alrededores de la ciudad por dos noches consecutivas con la intención de cansar a los defensores, y llevaron a cabo el ataque principal la medianoche del 11 de febrero de 1659. El grupo principal atacó por el sur desde el lago St. Jørgen, con el rey como jefe supremo al frente de dos divisiones. Los daneses castigaron a los asaltantes con el fuego de los cien cañones de la isla de Slotsholmen, pero estos pudieron avanzar hasta la empalizada exterior. No obstante, una vez cruzada la barrera defensiva, los atacantes fueron detenidos por la presencia de fosos en el hielo excavados por los daneses y sus aliados holandeses. Los puentes que los suecos llevaban consigo no eran lo suficientemente largos como para sortear los fosos, y los atacantes tuvieron que esperar la llegada de nuevos puentes, mientras se mantenían expuestos al fuego de los defensores. Finalmente pudieron superar el obstáculo y proseguir la marcha hacia las murallas, combatiendo denodadamente en todo momento. Los suecos intentaron desesperadamente apoderarse de parte de las murallas para penetrar en la ciudad, pero finalmente fueron repelidos por los daneses.
Los que atacaban la capital desde el norte se dirigieron hacia la puerta llamada de Østerport, cerca de la fortificación de Kastellet. Los suecos se acercaron al barrio de Nyboder y estuvieron a punto de cruzar el foso, pero fueron sorprendidos por una emboscada y tuvieron que retirarse con grandes pérdidas. Alrededor de las 6 de la mañana, Carlos X Gustavo se enteró de que los ataques habían fracasado y ordenó un repliegue hacia la periferia de la ciudad, desde donde había partido la infructuosa ofensiva.
La batalla fue un triunfo señero para los daneses, y la burguesía de la ciudad, que participó activamente de la defensa, vio mejorar significativamente su posición frente a la Corona. Se puede afirmar incluso que la batalla en torno a la capital cambió hasta cierto punto la naturaleza del país.

### Coalición antisueca
Durante la anterior guerra sueco-danesa (1657-1658), Brandeburgo, Polonia y Austria habían preparado un ejército para socorrer a los daneses, invadidos por los suecos en agosto de 1658; tardaron tanto en tenerlo listo pese a haber comenzado a aprestarse en diciembre de 1657 que antes de que pudiesen intervenir ya se había firmado la paz entre los beligerantes mediante el Tratado de Roskilde. Los preparativos no sirvieron para mudar el resultado de esa contienda, pero sí para influir militarmente en la siguiente.
Catorce mil quinientos brandeburgueses al mando de Federico Guillermo, diez mil seiscientos austríacos mandados por el mariscal de campo italiano Raimondo Montecuccoli y cuatro mil quinientos polacos dirigidos por Stefan Czarniecki cruzaron el río Óder el 14 de septiembre de 1658. Los aliados atacaron las posesiones suecas de la costa meridional del Báltico; los austríacos mostraron especial interés en el asedio de la ciudad de Stettin, en la Pomerania Sueca, que quedó sitiada por diecisiete mil de ellos y trece mil brandeburgueses. Penetraron además en Jutlandia. Pero la alianza antisueca padeció conflictos intestinos: los polacos tenían una mala opinión de Austria y por ello participaron con poco entusiasmo en la campaña.
Con todo, los aliados expulsaron a los suecos de Jutlandia y los obligaron a retirarse repetidamente. Estos abandonaron sus últimas posiciones en Fredriksodde el 19 de mayo de 1659 y se atrincheraron en la isla de Fionia. El primer asalto aliado contra Fionia, en el que participaron nueve mil soldados, se dio menos de dos semanas después, el 31 de mayo. Los suecos eran apenas cuatro mil, un número considerablemente menor, pero veteranos que rechazaron la primera acometida enemiga. Los aliados reanudaron el asalto el 26 de junio: las tropas desembarcaron después de un intenso bombardeo contra lo que se suponía eran posiciones suecas. Sin embargo, los suecos habían retrocedido y una vez a salvo, regresaron y recibieron a los aliados con fuego, frustrando este segundo embate. Antes que los aliados pudieran realizar un tercer intento, una escuadra sueca dirigida por Owen Coxe logró hundir un importante número de unidades de la flota aliada en Ebeltoft y hacer mil prisioneros. La invasión de Fionia había fracasado, por lo que los aliados decidieron retirarse y atacar la Pomerania Sueca.
Otras potencias europeas no tenían interés en que una única potencia dominara el mar Báltico. Tras largas negociaciones, conocidas como el Primer Congreso de La Haya, Inglaterra envió a la zona de guerra una flota de cuarenta y dos barcos con más de dos mil cañones. Las tres potencias habían decidido que la guerra entre Dinamarca y Suecia debía cesar, incluso si se veían obligadas a imponer la paz por la fuerza. Los británicos no participaron directamente en el conflicto, pero mandaron un claro mensaje a la flota neerlandesa que patrullaba las aguas danesas, para que la mediación de los Países Bajos no fuese excesivamente favorable a Dinamarca y perjudicial a Suecia, que había solicitado la intervención inglesa. Inglaterra trabajó intensamente para alcanzar la paz, a lo que se sumó Francia, que declaró su disposición a ayudar a los suecos si Dinamarca rechazaba parlamentar. Los Países Bajos, por su parte, reforzaron militarmente su posición hasta garantizarse una clara superioridad en la zona: en junio de 1659 habían despachado allí setenta y ocho navíos de guerra, siete brulotes y diez galeotas con un total de diecisiete mil soldados y marineros.

### Batalla de Nyborg

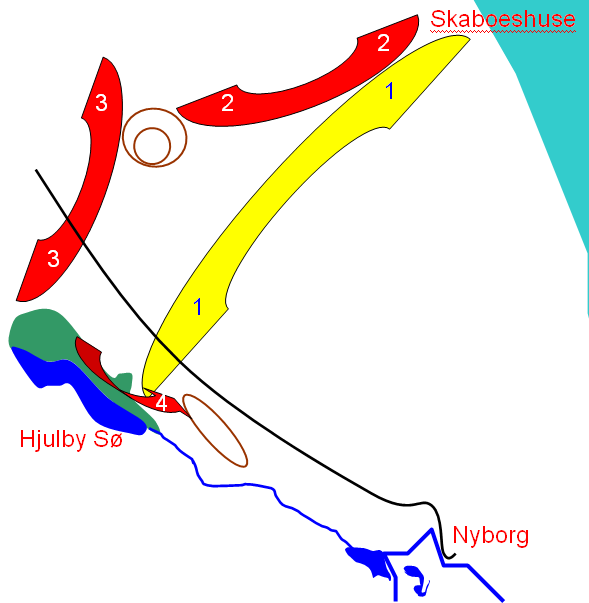
Alineación de los ejércitos antes de la batalla de Nyborg: 1) ejército sueco 2) ejército aliado comandado por Eberstein y 3) ejército danés al mando de Schack; 4) carga de caballería por Ahlefeldt.

Hans Schack y sus tropas se embarcaron en transportes holandeses el 11 de noviembre de 1659 para trasladarse a la costa oriental de Fionia. Tras algunas dificultades causadas por la tenaz resistencia sueca y el mal tiempo, el comandante danés logró desembarcar cerca de Kerteminde. El general de división Ernst Albrecht von Eberstein, a cargo de las fuerzas aliadas destacadas en Jutlandia, se dirigió también hacia Fionia y desembarcó en ella dos días después, sin encontrar ninguna resistencia sueca. Tanto Eberstein como Schack marcharon hacia Odense, donde se encontraron el 12 de noviembre. Hasta entonces, la invasión de Fionia estaba resultando fácil para daneses y aliados.
El sueco Sulzbach había cometido un error táctico al no atacarlos antes de que pudiesen unir fuerzas como le habían aconsejado sus generales. En vez de ello, prefirió retirarse a Nyborg. El rey de Suecia no estuvo de acuerdo e envió inmediatamente a Gustaf Otto Stenbock a relevar a Sulzbach del mando. Cuando llegó Stenbock, encontró deficiencias en el sistema defensivo y envió una nota al rey avisándole que no podía garantizarse la defensa de la ciudad. Sin embargo, Eberstein y Schack se enzarzaron en discusiones sobre quién debía mandar las fuerzas combinadas en lugar aprovechar la coyuntura. Finalmente acordaron que cada uno mandaría el ejército en días alternos.
Los jefes suecos decidieron tratar de detener al enemigo y para ellos dispusieron unos cinco mil quinientos soldados en orden de batalla algunos kilómetros al oeste de Nyborg, bloqueando el camino del contrincante. Tenían una buena posición, con un pequeño lago en el flanco izquierdo y un bosque en el derecho, lo que les serviría de resguardo si resultaba menester retirarse a Nyborg. Enfrente de ellos estaban los nueve mil hombres de Eberstein, que estaba al mando ese día, que se dividieron en dos líneas, cada una con su propio jefe. Los soldados de Eberstein acometieron tres veces, pero en las tres ocasiones el intenso fuego y cargas de la caballería sueca desbarataron los asaltos. El mismo Eberstein casi fue capturado.
Incluso entonces, Eberstein se negó a pedir ayuda a Schack. El coronel Ditlev Ahlefeldt, de las fuerzas aliadas, no deseaba que el orgullo y la vanidad hiciesen fracasar el ataque, por lo que rogó a Schack que interviniera pese a todo. Este blandió su estoque y arremetió enérgicamente contra el flanco izquierdo sueco originando una reñida lid en la que la caballería sueca no pudo frenar a las frescas tropas danesas y escapó hacia Nyborg, dejando a su suerte a la infantería. Los jinetes polacos no dieron cuartel y aniquilaron casi completamente a los infantes enemigos.
Los suecos habían peleado valientemente, pero sus pérdidas fueron copiosas: casi dos mil hombres caídos, cerca de la mitad del ejército. Por su parte, los aliados habían perdido mil novecientos soldados. Las defensas de Nyborg no estaban en condiciones de resistir un asedio, y los suecos no tuvieron más remedio que capitular, dejando cinco mil cautivos. La batalla de Nyborg resultó un descalabro para Suecia, que perdió el control de Fionia.
La ciudad letona de Mitau cayó ante un ejército polaco-lituano mandado por Aleksander Hilary Połubiński en enero de 1660. Al mismo tiempo, los aliados estaban preparando la invasión de Selandia. Las perspectivas eran malas para los suecos, pero afortunadamente para ellos, la guerra estaba a punto de concluir.

## Levantamientos antisuecos
Los suecos no gozaban de la simpatía de la población de los territorios que habían obtenido en el Tratado de Roskilde de 1658. Cuando la suerte de la nueva contienda comenzó a tornarse adversa para Suecia, los descontentos vieron una oportunidad para levantarse contra el impopular gobierno. La respuesta sueca, especialmente en Escania, fue más sutil de lo esperado, puesto que el aplastamiento de los rebeldes mediante el terror hubiera tenido consecuencias especialmente desastrosas económicamente; en su lugar se emplearon pequeñas patrullas que se internaban en los bosques para perseguirlos, combinadas con promesas de incentivos o castigos a los campesinos locales.

### Bohuslän y Frederikshald

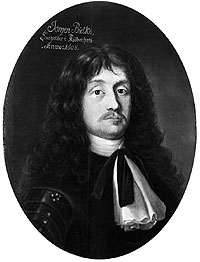
El teniente general Jørgen Bjelke, general en jefe del Ejército noruego, retratado en torno a 1655.

Los suecos habían asaltado infructuosamente la fortaleza de Fredriksten, situada sobre la ciudad noruega de Frederikshald, en tres ocasiones entre 1658 y 1660. Emplearon medios crecientes en cada ofensiva, pero ello no bastó para expugnarla. Las tropas noruegas las mandaba el teniente general Jørgen Bjelke, que repelieron los sucesivos embates suecos y en dos ocasiones lograron incluso recuperar casi toda la provincia de Bohuslän.
Harald Stake llevó a cabo el primer ataque fallido a la fortaleza el 14 de septiembre de 1658 con mil seiscientos soldados. Stake creía erróneamente que la ciudad carecía de defensas cuando en realidad Frederikshald contaba con dos compañías de la milicia, que mandaba el capitán Peder Olsen Normand, apostadas en la colina de Overberget, situada al sur de la ciudad. También acudieron en socorro de la plaza destacamentos de los regimientos de Oppland y Østfold con cuatro cañones. Este socorro sorprendió a los suecos, que fueron vencidos al día siguiente de su llegada.
La segunda ofensiva contra Frederikshald se produjo en febrero de 1659. Harald Stake regresó con cuatro mil soldados que se acercaron a la ciudad por la cala helada de Svinesund y la bombardearon desde la isla de Sauøya. Seguidamente la infantería atacó desde el oeste, cruzando el río Tista, cuyo puente defendían algunas compañías noruegas. Los regimientos de Oppland y Østfold y cuatro escuadrones de caballería permanecieron en la ciudad, como reserva. Bjelke, llegó a los pocos días y tomó el mando de los defensores. Los suecos se apoderaron del puente del Tista, pero no pudieron avanzar mucho más. Acabaron por replegarse tras sufrir copiosas bajas. Los noruegos se aprestaron a mejorar las defensas en torno a la plaza, ante la previsión de un nuevo asalto enemigo.
Lars Kagg, Gustaf Horn y Harald Stake trataron de hacerse con Frederikshald por tercera vez en enero de 1660, para lo que contaron con cinco mil soldados, tres mil de ellos de caballería. Se apoderaron de algunas defensas, pero abandonaron la operación el 22 de febrero, probablemente a causa del inesperado fallecimiento de Carlos X el 13 del mismo mes.

### Trondheim
La provincia de Trøndelag, cuya ciudad más poblada era Trondheim, constituía el centro geográfico de Noruega. Había pasado a poder de Suecia en virtud del tratado de paz de 1658, lo que cortó a Noruega en dos partes, norte y sur, sin conexión entre ellas por tierra. El gobernador sueco Claes Stiernsköld contaba con ciento veinte soldados de caballería y seiscientos de infantería, así como con la presencia del buque Gotland, anclado en el puerto de Trondheim. El 28 de septiembre de 1658, una flotilla danesa de tres buques y varios barcos pequeños desembarcó tropas en las cercanías de la ciudad. Otros dos barcos atacaron al Gotland, aunque ninguno de los dos bandos sufrió daños de consideración en el combate.
Un pequeño contingente de refuerzo sueco llegó a Trondheim, pero la plaza no contaba con suficientes víveres ni munición. Un ejército danés se acercó a la ciudad el 4 de octubre, al que se unieron mil campesinos noruegos armados de la comarca. Cuando tuvo noticias de la proximidad del auxilio, la población de Trondheim se rebeló, pero la rebelión fue rápidamente sofocada. Carlos X ordenó al teniente coronel Erik Drakenberg reunir un ejército en Jämtland y marchar hacia Trondheim, pero el socorro fue detenido por los campesinos noruegos insurrectos que se habían apoderado de los puertos de montaña que necesitaba cruzar para alcanzar la ciudad.
Los daneses aumentaron la presión sobre Trondheim, y la ciudad fue sometida diariamente a una lluvia de fuego. Pese a las promesas de Stiernsköld de no rendir la plaza, tuvo que abandonarla el 11 de diciembre. Según los términos de la rendición, se le permitió retirarse con sus hombres con honores militares. Así, a finales de 1658, la provincia volvió a poder de los noruegos.

### Bornholm
El nuevo gobernador de Bornholm, el coronel Printzensköld, llegó a la isla el 29 de abril de 1658, acompañado de su familia y de ciento treinta soldados. Enseguida implantó ciertos impuestos que resultaron impopulares y reclutó a muchos jóvenes isleños. Por añadidura, la peste había azotado la isla cuatro años antes, matando a cerca de cinco mil personas de las trece mil que vivían en la isla. La ira y el resentimiento cundieron entre los isleños. Durante la invasión sueca de Dinamarca, Federico III envió cartas a los notables de Bornholm exhortándolos a la rebelión. Los lugareños no perdieron tiempo, y asesinaron a tiros a Printzensköld mientras llevaba a cabo una gira de inspección el 8 de diciembre de 1659. Los suecos restantes, principalmente escaneses sin mucha lealtad al rey de Suecia, se rindieron. La armada sueca estaba ocupada en el Oresund, por lo que no pudo intervenir en Bornholm y evitar que volviese a poder de Dinamarca.

### Escania
Uno de los guardaespaldas de Federico III, Statius, viajó a Escania para organizar a los campesinos en guerrillas (conocidas como snapphane) y atizar el sentimiento antisueco. En Malmö, hubo una conspiración de ricos burgueses liderados por Bartholomaeus Mikkelsen. Se intentó atraer a la rebelión a Efvert Wiltfang, uno de los dos alcaldes de la ciudad, pero sin éxito, pese a que este se declaró proclive a Federico III. A finales de diciembre un grupo de daneses intentaron una incursión en Escania, pero esta se frustró a causa del tiempo y la mala navegación. Las autoridades suecas descubrieron la conspiración y los principales cabecillas fueron detenidos y condenados a muerte, entre ellos Mikkelsen y Wiltfang. Mikkelsen y otros dos fueron decapitados el 22 de diciembre de 1659, pero en un intento de contentar a la población, se anularon las ejecuciones de Wiltfang y otras diez personas. La insurgencia continuó operando en el campo pese al fracaso de la conjura en Malmö.

## Tratado de paz y consecuencias

Las fronteras políticas de Escandinavia en 1658. Las áreas en verde fueron devueltas a Dinamarca-Noruega en el Tratado de Copenhague de 1660.

Carlos X Gustavo enfermó a inicios de 1660 y murió de neumonía la noche del 13 de febrero en Gotemburgo. La muerte del monarca sueco eliminó uno de los principales obstáculos para la paz y efectivamente en mayo se firmó el Tratado de Oliva entre Suecia y Polonia, Austria y Brandeburgo. Sin embargo, los daneses se mostraban reacios a la paz tras su reciente éxito militar. Después de varias concesiones, los Países Bajos levantaron el bloqueo del puerto de Landskrona, lo que permitió a la flota sueca salir hacia el Oresund y bloquear Copenhague. Sin embargo, la diplomacia danesa pronto persuadió a los holandeses para que volviesen a intervenir en su favor, por lo que se temió que estallase en cualquier momento una guerra abierta entre Suecia y los Países Bajos. Por su parte, Francia e Inglaterra intervinieron a favor de los suecos, orillando la situación un conflicto mayor.
Federico III ordenó al estadista danés Hannibal Sehested negociar con los suecos, y de hecho, el tratado resultante fue en gran medida obra suya. Sin ninguna injerencia directa de otras potencias, daneses y suecos pactaron el Tratado de Copenhague (1660) en semanas, para sorpresa de las partes. Un motivo de disputa fueron las islas de Hven y Bornholm; el rey danés se había comprometido personalmente a proteger esta última. Finalmente, Bornholm quedó en poder de Dinamarca a cambio de la cesión de algunas fincas del sur de la península escandinava.
Dinamarca había tenido que ceder las provincias de Escania, Halland, Blekinge, la isla de Bornholm y las provincias noruegas de Trøndelag y Båhuslen dos años antes, en virtud del Tratado de Roskilde. El Tratado de Copenhague ratificó el dominio sueco sobre las tres primeras y Båhuslen, pero Dinamarca recobró Bornholm y Trøndelag; fue una victoria para Dinamarca, pero no una reversión total del costoso tratado anterior. El Tratado de Copenhague de 1660 estableció las fronteras modernas entre Dinamarca, Suecia y Noruega.
Carlos X fue incapaz de repetir su resonante triunfo de la guerra de 1657-1658 contra Dinamarca y no pudo neutralizar militarmente a las fuerzas combinadas de sus enemigos. Suecia casi había llegado a dominar por completo el mar Báltico, lo cual no convenía a los intereses de las potencias. Inglaterra, Francia y en menor grado los Países Bajos favorecieron el regreso al statu quo del Tratado de Roskilde, dividiendo de paso el control del estratégico estrecho que daba acceso al Báltico entre las dos naciones.
En Dinamarca, la guerra ocasionó grandes cambios sociales. El país había perdido el dominio del estrecho de la Sonda, cuyos peajes eran su principal fuente de ingresos. Federico III, favorecido en popularidad gracias a la guerra, impuso a las familias nobles, que habían tenido gran poder en el país, la aceptación de una monarquía hereditaria y absoluta.